# Manou Lubowski
Manou Lubowski (Monaco di Baviera, 6 novembre 1969) è un attore e doppiatore tedesco noto per aver recitato in numerose serie televisive tedesche fra cui Guardia costiera e La casa del guardaboschi.

## Vita privata
Durante le riprese del film per ragazzi L'uccello di fuoco (1996) ha incontrato l'attrice Tina Ruland, con la quale ha avuto una relazione. Dal 2002 al 2008 è stato sposato con l'attrice Naike Rivelli. Sua sorella maggiore Scarlet Cavadenti è anch'essa attiva come attrice e doppiatrice.

## Filmografia (parziale)
- 1995 - Verbotene Liebe
- 2014 - Die Rosenheim-Cops
- 2008-2014 - La casa del guardaboschi
- 2006-2009 - Il medico di campagna
- 2002-2014 - Guardia costiera
- 2002 - Jesus Video - L'enigma del Santo Sepolcro

## Doppiaggio
- Ralph Winchester in I Simpson
- Butch in Pokémon
- Iron Man in Iron Man
- Renji Abarai in Bleach
- Chris Weitz in Mr. & Mrs. Smith
- Saga in One Piece - La spada delle sette stelle
- Patrick Wilson in Watchmen
- Trafalgar Law in One Piece Stampede - Il film
- Shoichi Maki in Il ragazzo e l'airone